# Список глав Республики Конго
Список глав Республики Конго включает лиц, занимавших пост главы государства, являвшегося заморской территорией Среднего Конго (в составе Французской Экваториальной Африки) и получившего независимость 15 августа 1960 года как Конголезская Республика (фр. République congolaise). В 1965 года оно получило современное название — Республика Конго (фр. République du Congo), с 1970 по 1992 годы называлось Народная Республика Конго (фр. République populaire du Congo). В связи с наличием на политической карте мира Демократической Республики Конго принято при использовании краткого наименования различать две страны с названием Конго указывая их столицы (Браззавиль и Киншасу соответственно). 
В настоящее время главой государства является Президент Республики Конго (фр. Président de la République du Congo), что предусмотрено действующей конституцией.
Применённая в первом столбце таблиц нумерация является условной. Также условным является использование в первых столбцах цветовой заливки, служащей для упрощения восприятия принадлежности лиц к различным политическим силам без необходимости обращения к столбцу, отражающему партийную принадлежность. Также отражён различный характер полномочий персон (например, единый срок нахождения во главе Народной Республики Конго Дени Сассу-Нгессо в 1979—1990 годах разделён на периоды, когда он являлся главой государства как президент подготовительного комитета третьего чрезвычайного съезда Конголезской партии труда, затем как президент Центрального комитета Конголезской партии труда и, наконец, как президент республики). Последовательные периоды полномочий одного лица (например, его же четыре президентские каденции, начинаемые избранием в 2002, 2009, 2016 и 2021 годах) не разделены. В столбце «Выборы» отражены состоявшиеся выборные процедуры или иные основания, по которым лицо возглавило правительство. Наряду с партийной принадлежностью, в столбце «Партия» также отражён внепартийный (независимый) статус персоналий, или их принадлежность к вооружённым силам, когда они выступали как самостоятельная политическая сила.

## Автономная Конголезская Республика (1959—1960)
После создания 28 ноября 1958 года входящей во Французское сообщество Автономной Конголезской Республики (фр. République autonome congolaise) было образовано её временное правительство во главе с премьер-министром Фюльбером Юлу, лидером Демократического союза в защиту африканских интересов. За политическую деятельность Ф. Юлу был отлучён от католической церкви, но продолжал именовать себя аббатом. 21 ноября 1959 года Ги Жоржи, верховный комиссар Французской республики в автономии, назначил премьер-министра автономии её президентом (фр. Président de la République), с полномочиями непосредственного руководства правительством
|          | Портрет | Имя (годы жизни)                           | Полномочия     | Полномочия      | Партия                                              | Должность                                           | Пр.         |
| Начало   | Портрет | Имя (годы жизни)                           | Окончание      |                 | Партия                                              | Должность                                           | Пр.         |
| -------- | ------- | ------------------------------------------ | -------------- | --------------- | --------------------------------------------------- | --------------------------------------------------- | ----------- |
| 1 (I—II) |         | Фюльбер Юлу (1917—1972) фр. Fulbert Youlou | 21 ноября 1959 | 15 августа 1960 | Демократический союз в защиту африканских интересов | президент республики фр. Président de la République | [ 5 ] [ 8 ] |

## Конголезская Республика (1960—1965), Республика Конго (1965—1970)
Независимость Конголезской Республики (фр. République congolaise) была провозглашена 15 августа 1960 года. Президент Фюльбер Юлу сохранял свои полномочия до 15 августа 1963 года, когда сложил их в результате массовых протестов, организованных профсоюзами и поддержанных армией, главнокомандующий и начальник генерального штаба которой стали временными главами государства. На следующий день они предложили возглавить временное правительство бывшему министру планирования Альфонсу Массамба-Дебе. На прошедшем 8 декабря 1963 года конституционном референдуме было одобрено введение однопартийной системы; после проведения 19 декабря 1963 года безальтернативных выборов А. Массамба-Деба занял пост президента. 29 июня 1964 года состоялся учредительный съезд правящей партии — Национального движения революции. В 1965 году название страны было изменено на Республика Конго (фр. République du Congo). 3 августа 1968 года, столкнувшись с оппозицией среди военных, президент бежал из столицы, однако спустя 2 дня достиг с ними соглашения и вошёл ординарным членом в созданный 5 августа 1968 года Национальный совет революции (фр. Conseil National de la Révolution) во главе с Марианом Нгуаби. 4 сентября 1968 года, окончательно утратив влияние, он ушёл в отставку, в связи с чем Национальный совет революции назначил временное правительство во главе с Альфредом Раулем. 1 января 1969 года М. Нгуаби был провозглашён главой государства, 29 декабря 1969 года по его инициативе была создана новая правящая Конголезская партия труда. 31 декабря 1969 года в конституцию страны были внесены изменения, по которым президентом республики ex officio становился президент Центрального комитета партии, которым он являлся. 3 января 1970 года Нгуаби провозгласил создание Народной Республики Конго.
|            | Портрет                   | Имя (годы жизни)                                              | Полномочия             | Полномочия             | Партия | Выборы | Должность | Пр.         |
| Начало     | Портрет                   | Имя (годы жизни)                                              | Окончание              |                        | Партия | Выборы | Должность | Пр.         |
| ---------- | ------------------------- | ------------------------------------------------------------- | ---------------------- | ---------------------- | --- | --- | --- | ----------- |
| 1 (I—II)   |                           | Фюльбер Юлу (1917—1972) фр. Fulbert Youlou                    | 15 августа 1960        | 15 августа 1963        | Демократический союз в защиту африканских интересов | [ комм. 5 ] | президент республики фр. Président de la République                                                                                                 | [ 5 ] [ 8 ] |
| 1 (I—II)   | 1961                      | Фюльбер Юлу (1917—1972) фр. Fulbert Youlou                    | 15 августа 1960        | 15 августа 1963        | Демократический союз в защиту африканских интересов | | президент республики фр. Président de la République                                                                                                 | [ 5 ] [ 8 ] |
| —          |                           | капитан Давид Мунтсака (1932—2010) фр. David Mountsaka        | 15 августа 1963        | 16 августа 1963        | военные | [ комм. 7 ] | командующие конголезской национальной армией, временные главы государства фр. Commandants de l'armée nationale Congolaise, Chefs d'État par intérim | [ 10 ]      |
| —          |                           | капитан Феликс Музабакани (1934—) фр. Félix Mouzabakani       | 15 августа 1963        | 16 августа 1963        | военные | [ комм. 7 ] | командующие конголезской национальной армией, временные главы государства фр. Commandants de l'armée nationale Congolaise, Chefs d'État par intérim | [ 7 ]       |
| 2 (I—II)   |                           | Альфонс Массамба-Деба (1921—1977) фр. Alphonse Massamba-Debat | 16 августа 1963        | 19 декабря 1963        | независимый | [ комм. 9 ] | премьер-министр, глава временного правительства фр. Premier Ministre, Chef du Gouvernement provisoire                                               | [ 11 ]      |
|            | 19 декабря 1963           | Альфонс Массамба-Деба (1921—1977) фр. Alphonse Massamba-Debat | 4 сентября 1968        | 1963                   | независимый | президент республики фр. Président de la République                                                                            | | [ 11 ]      |
|            | 19 декабря 1963           | Альфонс Массамба-Деба (1921—1977) фр. Alphonse Massamba-Debat | 4 сентября 1968        | 1963                   | Национальное движение революции | президент республики фр. Président de la République                                                                            | | [ 11 ]      |
| и. о.      |                           | Огюстен Пуанье (1928—2008) фр. Augustin Poignet               | 3 августа 1968         | 5 августа 1968         | [ комм. 12 ] | временный глава государства фр. Chef d'État par intérim                                                                        | [ 6 ] |             |
| 3 (I)      |                           | майор Мариан Нгуаби (1938—1977) фр. Marien Ngouabi            | 4 сентября 1968 (часы) | 4 сентября 1968 (часы) | [ комм. 13 ] | президент Национального совета революции фр. Président du Conseil National de la Révolution                                    | [ 12 ] [ 13 ] |             |
| 4          |                           | майор Альфред Рауль (1938—1999) фр. Alfred Raoul              | 4 сентября 1968        | 1 января 1969          | [ комм. 14 ] | премьер-министр, глава временного правительства фр. Premier Ministre, Chef du Gouvernement provisoire                          | [ 13 ] |             |
| 3 (II—III) |                           | майор Мариан Нгуаби (1938—1977) фр. Marien Ngouabi            | 1 января 1969          | 31 декабря 1969        | [ комм. 15 ] | президент Национального совета революции, глава государства фр. Président du Conseil National de la Révolution, Chef de l'État | [ 12 ] [ 13 ] |             |
|            | Конголезская партия труда | майор Мариан Нгуаби (1938—1977) фр. Marien Ngouabi            | 1 января 1969          | 31 декабря 1969        | [ комм. 15 ] | президент Национального совета революции, глава государства фр. Président du Conseil National de la Révolution, Chef de l'État | [ 12 ] [ 13 ] |             |
|            | 31 декабря 1969           | майор Мариан Нгуаби (1938—1977) фр. Marien Ngouabi            | 3 января 1970          | [ комм. 18 ]           | президент Центрального комитета Конголезской партии труда, президент республики фр. Président du Comité central du Parti Congolais du Travail, Président de la République | | [ 12 ] [ 13 ] |             |

## Народная Республика Конго (1970—1992)

Герб НРК

Народная Республика Конго (фр. République populaire du Congo) была провозглашена 31 декабря 1969 года, руководящей силой её политической системы являлась созданная 29 декабря 1969 года Конголезская партия труда, президент Центрального комитета которой ex officio являлся главой Национального совета революции и президентом республики.
После убийства 18 марта 1977 года в результате покушения М. Нгуаби, возглавлявшего партийные и государственные органы, оставшимися четырьмя членами руководящего ядра партии (Центрального революционного штаба, фр. État Major Spécial Révolutionnaire, избранного Центральным комитетом на внеочередной сессии 5—12 декабря 1975 года), был сформирован Военный комитет Конголезской партии труда. Ночью его создание для управления страной было одобрено Центральным комитетом партии. 3 апреля 1977 года Военный комитет оформил свою структуру, полковник Жак-Жоашен Йомби-Опанго стал его президентом и главой государства. 5 апреля 1977 года Военный комитет обнародовал изменения в конституцию, которыми ему передавались полномочия одновременно и Национального собрания, и Центрального комитета партии. На следующий день Ж.-Ж. Йомби-Опанго был приведен к присяге в качестве президента республики.
5 февраля 1979 года президент на фоне беспорядков впервые с 1977 года созвал сессию Центрального комитета партии, которая в первый же день работы распустила Военный комитет и прекратила связанные с ним полномочия Йомби-Опанго как президента страны. Полнота государственной власти оказалась сосредоточена в Центральном комитете, ключевую роль в котором играл Жан-Пьер Тистер-Тшикейя, однако под занавес сессии подготовительный комитет чрезвычайного съезда партии возглавил Дени Сассу-Нгессо. На состоявшемся в марте съезде он был избран президентом Центрального комитета партии, а после завершения изменений в партийном руководстве 30 мая 1979 года был приведён к присяге президента республики.
В феврале 1992 года начала работу Национальная конференция представителей государства, политических партий и общественных объединений, которая объявила себя «суверенной». Она прекратила большинство полномочий президента Д. Сассу-Нгесо и поручила организацию демократических выборов временному правительству. 15 марта 1992 года на референдуме была одобрена новая конституция, узаконившая многопартийную систему и вернувшая стране название Республика Конго (фр. République du Congo).
|          | Портрет       | Имя (годы жизни)                                                                               | Полномочия     | Полномочия     | Партия                    | Выборы | Должность | Пр.           |
| Начало   | Портрет       | Имя (годы жизни)                                                                               | Окончание      |                | Партия                    | Выборы | Должность | Пр.           |
| -------- | ------------- | ---------------------------------------------------------------------------------------------- | -------------- | -------------- | ------------------------- | --- | --- | ------------- |
| 3 (III)  |               | Мариан Нгуаби (1938—1977) фр. Marien Ngouabi                                                   | 3 января 1970  | 18 марта 1977  | Конголезская партия труда | [ комм. 18 ] | президент Центрального комитета Конголезской партии труда, президент республики фр. Président du Comité central du Parti Congolais du Travail, Président de la République                           | [ 12 ] [ 13 ] |
| —        |               | Военный комитет Конголезской партии труда фр. Comité militaire du Parti congolais du travail   | 18 марта 1977  | 3 апреля 1977  | Конголезская партия труда | [ комм. 21 ] | Военный комитет Конголезской партии труда (11 равных членов) | [ 7 ]         |
| 5 (I—II) |               | полковник Жак-Жоашен Йомби-Опанго (1939—2020) фр. Jacques Joachim Yhombi-Opango                | 3 апреля 1977  | 6 апреля 1977  | Конголезская партия труда | [ комм. 22 ] | президент Военного комитета Конголезской партии труда, глава государства фр. Président du Comité militaire du Parti Congolais du Travail, Chef de l'État                                            | [ 13 ]        |
| 5 (I—II) | 6 апреля 1977 | полковник Жак-Жоашен Йомби-Опанго (1939—2020) фр. Jacques Joachim Yhombi-Opango                | 5 февраля 1979 | [ комм. 23 ]   | Конголезская партия труда | президент Военного комитета Конголезской партии труда, президент республики фр. Président du Comité militaire du Parti Congolais du Travail, Président de la République   | | [ 13 ]        |
| —        |               | Центральный комитет Конголезской партии труда фр. Comité central du Parti congolais du travail | 5 февраля 1979 | 7 февраля 1979 | Конголезская партия труда | [ комм. 25 ] | Центральный комитет Конголезской партии труда | [ 7 ]         |
| 6 (I—V)  |               | Дени Сассу-Нгессо (1943—) фр. Denis Sassou-Nguesso                                             | 7 февраля 1979 | 27 марта 1979  | Конголезская партия труда | [ комм. 26 ] | президент подготовительного комитета третьего чрезвычайного съезда Конголезской партии труда фр. Président du Comité préparatoire au troisième congrès extraordinaire du Parti Congolais du Travail | [ 15 ] [ 16 ] |
| 6 (I—V)  | 27 марта 1979 | Дени Сассу-Нгессо (1943—) фр. Denis Sassou-Nguesso                                             | 30 мая 1979    | [ комм. 27 ]   | Конголезская партия труда | президент Центрального комитета Конголезской партии труда фр. Président du Comité central du Parti Congolais du Travail                                                   | | [ 15 ] [ 16 ] |
| 6 (I—V)  | 30 мая 1979   | Дени Сассу-Нгессо (1943—) фр. Denis Sassou-Nguesso                                             | 15 марта 1992  | 1979           | Конголезская партия труда | президент Центрального комитета Конголезской партии труда, президент республики фр. Président du Comité central du Parti Congolais du Travail, Président de la République | | [ 15 ] [ 16 ] |
| 6 (I—V)  | 30 мая 1979   | Дени Сассу-Нгессо (1943—) фр. Denis Sassou-Nguesso                                             | 15 марта 1992  | 1984           | Конголезская партия труда | президент Центрального комитета Конголезской партии труда, президент республики фр. Président du Comité central du Parti Congolais du Travail, Président de la République | | [ 15 ] [ 16 ] |
| 6 (I—V)  | 30 мая 1979   | Дени Сассу-Нгессо (1943—) фр. Denis Sassou-Nguesso                                             | 15 марта 1992  | 1989           | Конголезская партия труда | президент Центрального комитета Конголезской партии труда, президент республики фр. Président du Comité central du Parti Congolais du Travail, Président de la République | | [ 15 ] [ 16 ] |

### Военный комитет Конголезской партии труда
Состав Военного комитета Конголезской партии труда (фр. Comité militaire du Parti Congolais du Travail), временно управлявшего Народной Республикой Конго после убийства Мариана Нгуаби.
|        | Портрет                                                               | Имя (годы жизни)                                                                | Полномочия    | Полномочия    | Пр.   |
| Начало | Портрет                                                               | Имя (годы жизни)                                                                | Окончание     |               | Пр.   |
| ------ | --------------------------------------------------------------------- | ------------------------------------------------------------------------------- | ------------- | ------------- | ----- |
|        |                                                                       | полковник Жак-Жоашен Йомби-Опанго (1939—2020) фр. Jacques Joachim Yhombi-Opango | 18 марта 1977 | 3 апреля 1977 | [ 7 ] |
|        | майор Дени Сассу-Нгессо (1943—) фр. Denis Sassou-Nguesso              |                                                                                 | 18 марта 1977 | 3 апреля 1977 | [ 7 ] |
|        | майор Луи Сильвен-Гома (1941—) фр. Louis Sylvain-Goma                 |                                                                                 | 18 марта 1977 | 3 апреля 1977 | [ 7 ] |
|        | майор Ремон-Демаз Нголло (1936—2017) фр. Raymond Damase Ngollo        |                                                                                 | 18 марта 1977 | 3 апреля 1977 | [ 7 ] |
|        | майор Паскаль Бима (1930—2003) фр. Pascal Bima                        |                                                                                 | 18 марта 1977 | 3 апреля 1977 | [ 7 ] |
|        | майор Жан-Мишель Эбака (?—?) фр. Jean-Michel Ebaka                    |                                                                                 | 18 марта 1977 | 3 апреля 1977 | [ 7 ] |
|        | майор Мартен М’Биа (?—?) фр. Martin M'Bia                             |                                                                                 | 18 марта 1977 | 3 апреля 1977 | [ 7 ] |
|        | капитан Франсуа-Ксавьер Катали (1941—1986) фр. François-Xavier Katali |                                                                                 | 18 марта 1977 | 3 апреля 1977 | [ 7 ] |
|        | капитан Нишолас Оконго (1939—2006) фр. Nicholas Ockongo               |                                                                                 | 18 марта 1977 | 3 апреля 1977 | [ 7 ] |
|        | капитан Флорен Нтсиба (1949—) фр. Florent Ntsiba                      |                                                                                 | 18 марта 1977 | 3 апреля 1977 | [ 7 ] |
|        | лейтенант Пьер Анга (1940—1988) фр. Pierre Anga                       |                                                                                 | 18 марта 1977 | 3 апреля 1977 | [ 7 ] |

## Республика Конго (с 1992)
После одобрения на прошедшем 15 марта 1992 года референдуме новой конституции, узаконившей многопартийную систему и вернувшей стране название Республика Конго (фр. République du Congo, конго Repubilika ya Kongo, лингала Republíki ya Kongó), временным правительством были организованы демократические выборы, на которых в 2 турах (9 и 16 августа) победу одержал оппозиционный кандидат Паскаль Лиссуба. Очередные президентские выборы были назначены на июль—август 1997 года. В условиях, когда основными политическим партиями из поддерживающих их этнических групп были созданы иррегулярные вооружённые формирования (партийная милиция Конголезской партии труда (КПТ) «Кобры», Конголезского движения за демократию и всеобщее развитие (КДДВР) «Ниндзя», Панафриканского союза за социальную демократию «Кокойя» (фр. Cocoyes), 4 июня 1997 года правительство объявило об их ликвидации. На следующий день начались бои между про-президентскими «Кокойя» и поддерживающими Дени Сассу-Нгессо «Кобрами», регулярные войска и силы безопасности также раскололись по племенному признаку и вышли из повиновения президенту, что послужило началом гражданской войны. После создания межпартийной коалиции между КПТ и КДДВР (лидер которого Бернар Бакана Колесас коалицию возглавил), и объединения ополчений «Ниндзя» и «Кобры» против «Кокойи», президент оказался в изоляции. Исход конфликта предопределила интервенция вооружённых сил Анголы. 14 октября 1997 года подразделения «Кобры» и ангольские войска установили контроль над столицей, П. Лиссуба покинул страну. 25 октября 1997 года президентом вновь был провозглашён Д. Сассу-Нгессо. На последующих президентских выборах он выдвигался как кандидат КПТ и межпартийных альянсов в его поддержку. Конституционная реформа, одобренная на состоявшемся 20 января 2002 года референдуме, упразднила пост премьер-министра, отнеся руководство правительствам к прямым полномочиям президента, срок полномочий которого был увеличен до 7 лет. В результате нового референдума, состоявшегося 25 октября 2015 года, было одобрено восстановление поста премьер-министра, срок полномочий президента снижен до 5 лет, установлено, одно лицо может быть избрано на пост трижды, отменено возрастное ограничение в 70 лет для кандидатов в президенты.
|           | Портрет     | Имя (годы жизни)                                   | Полномочия      | Полномочия      | Партия                                       | Выборы                                              | Должность | Пр.           |
| Начало    | Портрет     | Имя (годы жизни)                                   | Окончание       |                 | Партия                                       | Выборы                                              | Должность | Пр.           |
| --------- | ----------- | -------------------------------------------------- | --------------- | --------------- | -------------------------------------------- | --------------------------------------------------- | --- | ------------- |
| 6 (V—VI)  |             | Дени Сассу-Нгессо (1943—) фр. Denis Sassou-Nguesso | 15 марта 1992   | 4 июня 1992     | Конголезская партия труда                    | [ комм. 18 ]                                        | президент Центрального комитета Конголезской партии труда, президент республики фр. Président du Comité central du Parti Congolais du Travail, Président de la République | [ 15 ] [ 16 ] |
| 6 (V—VI)  | 4 июня 1992 | Дени Сассу-Нгессо (1943—) фр. Denis Sassou-Nguesso | 31 августа 1992 | [ комм. 30 ]    | Конголезская партия труда                    | президент республики фр. Président de la République | | [ 15 ] [ 16 ] |
| 7         |             | Паскаль Лиссуба (1931—2020) фр. Pascal Lissouba    | 31 августа 1992 | 24 октября 1997 | Панафриканский союз за социальную демократию | президент республики фр. Président de la République | 1992 | [ 23 ]        |
| 6 (VII—X) |             | Дени Сассу-Нгессо (1943—) фр. Denis Sassou-Nguesso | 24 октября 1997 | действующий     | Конголезская партия труда                    | президент республики фр. Président de la République | 2002 | [ 15 ] [ 16 ] |
| 6 (VII—X) | 2009        | Дени Сассу-Нгессо (1943—) фр. Denis Sassou-Nguesso | 24 октября 1997 | действующий     | Конголезская партия труда                    | президент республики фр. Président de la République | | [ 15 ] [ 16 ] |
| 6 (VII—X) | 2016        | Дени Сассу-Нгессо (1943—) фр. Denis Sassou-Nguesso | 24 октября 1997 | действующий     | Конголезская партия труда                    | президент республики фр. Président de la République | | [ 15 ] [ 16 ] |
| 6 (VII—X) | 2021        | Дени Сассу-Нгессо (1943—) фр. Denis Sassou-Nguesso | 24 октября 1997 | действующий     | Конголезская партия труда                    | президент республики фр. Président de la République | | [ 15 ] [ 16 ] |